# Simone Biles
Simone Arianne Biles (sinh ngày 14 tháng 3 năm 1997) là vận động viên thể dục dụng cụ nữ người Mỹ, đoạt 4 huy chương vàng tại Thế vận hội Mùa hè 2016 ở các nội dung Thể dục toàn năng, Ngựa gỗ, tự do và đồng đội, và huy chương đồng ở cầu thăng bằng, trở thành vận động viên thể dục đoạt nhiều huy chương vàng nhất cho Hoa Kỳ chỉ trong một kỳ thế vận hội.
Cô cũng là nhà vô địch thế giới nội dung Toàn năng 3 năm liên tiếp (2013–15), nội dung Trình diễn 3 năm liên tiếp (2013–15), nội dung Xà đơn 2 năm liên tiếp (2014, 2015) cũng như là nhà vô địch nước Mỹ 4 năm liên tiếp nội dung Toàn năng (2013–16), thành viên của đội tuyển Thể dục dụng cụ Mỹ tại Giải Vô địch Thể dục dụng cụ Thế giới các năm 2014, 2015 và tại Thế vận hội Mùa hè 2016 tổ chức tại Rio de Janeiro. Với 19 danh hiệu Olympic và Vô địch thế giới, Biles được coi là một trong những vận động viên thành công nhất lịch sử môn Thể dục dụng cụ của nước Mỹ.
Biles cũng chính là vận động viên đầu tiên giành được 3 chức vô địch thế giới liên tiếp nội dung Toàn năng. Với 14 danh hiệu tại giải đấu này, trong đó có 10 huy chương vàng, Biles cũng là một trong những vận động viên thành công nhất lịch sử giải đấu.
Những thành viên khác của Đội tuyển Mỹ giành Huy chương vàng tại Thế vận hội Mùa hè 2016 bao gồm Huy chương vàng nội dung Toàn năng Thế vận hội mùa hè 2012 Gabrielle Douglas, Huy chương vàng nội dung Trình diễn Thế vận hội mùa hè 2012 Alexandra Raisman, nhà vô địch thế giới 2015 nội dung xà đơn Madison Kocian và tài năng trẻ 16 tuổi Laurie Hernandez.

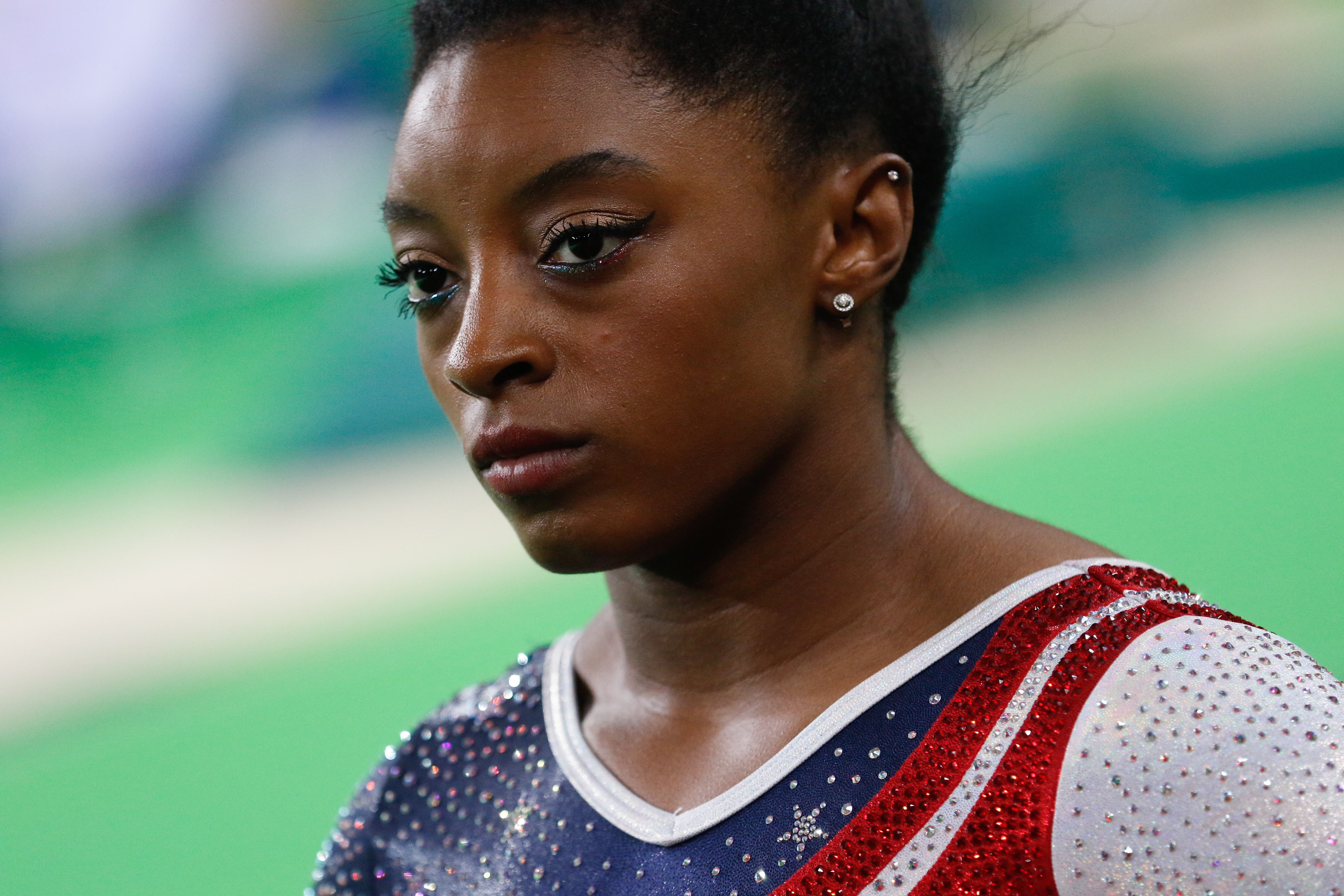
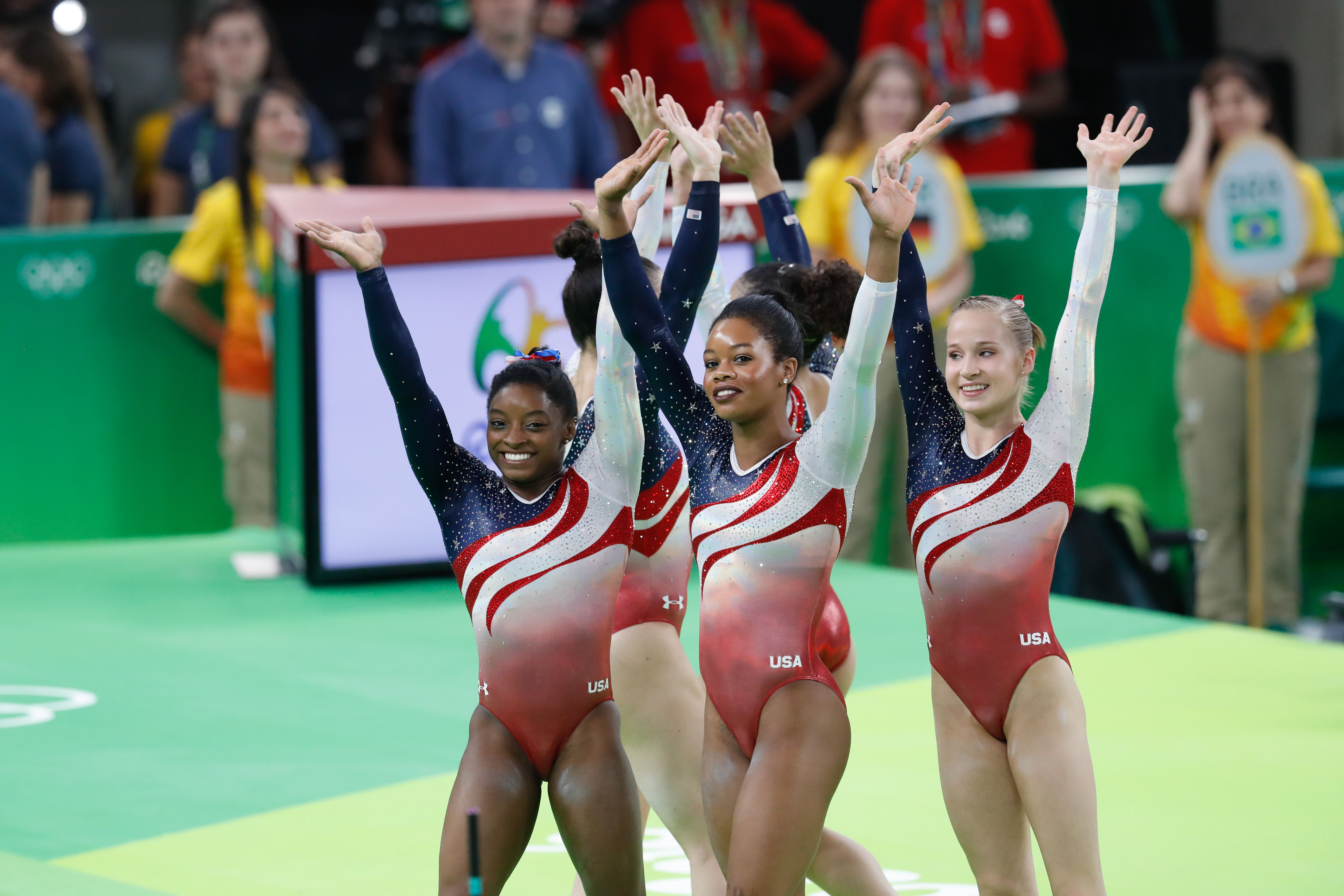
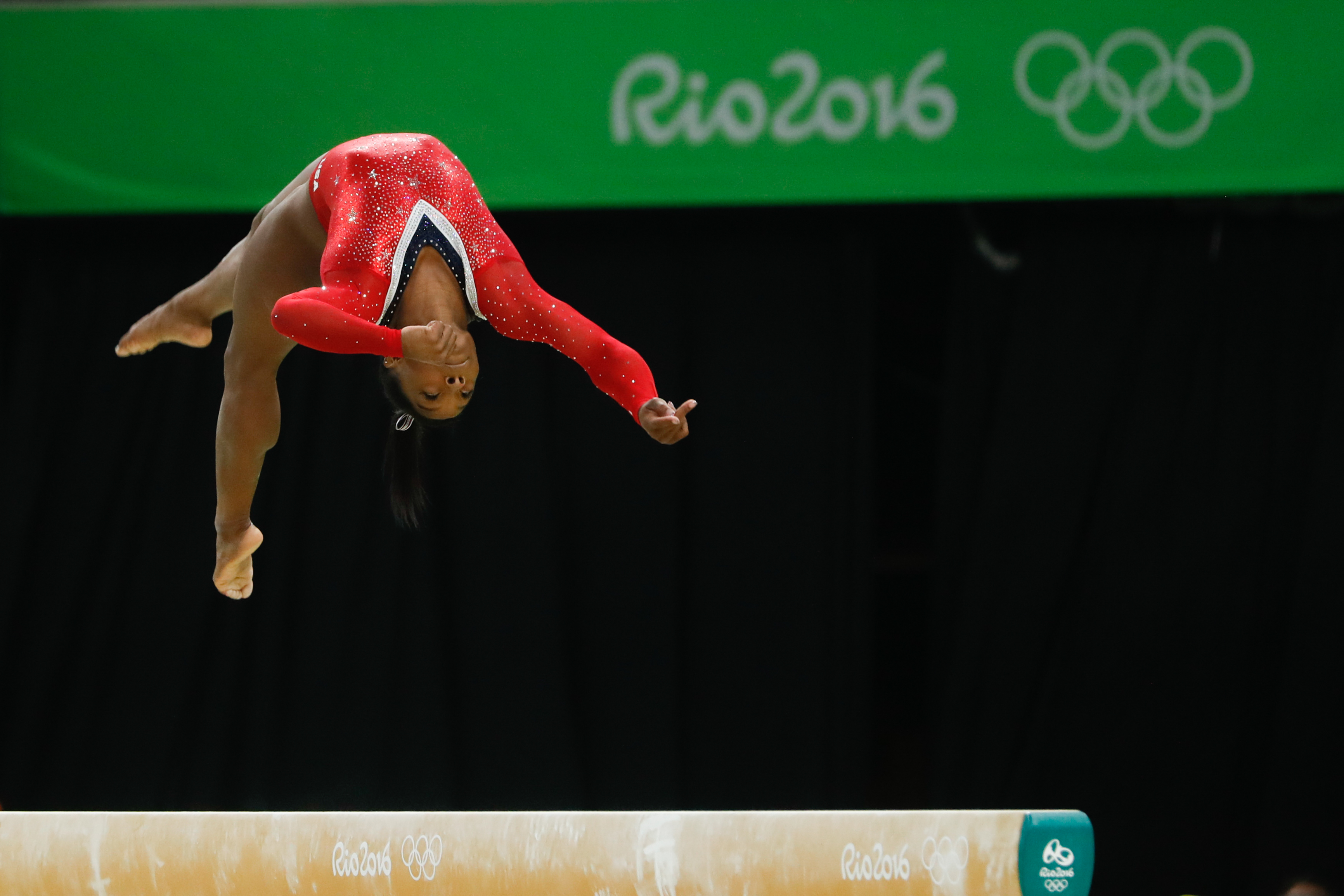
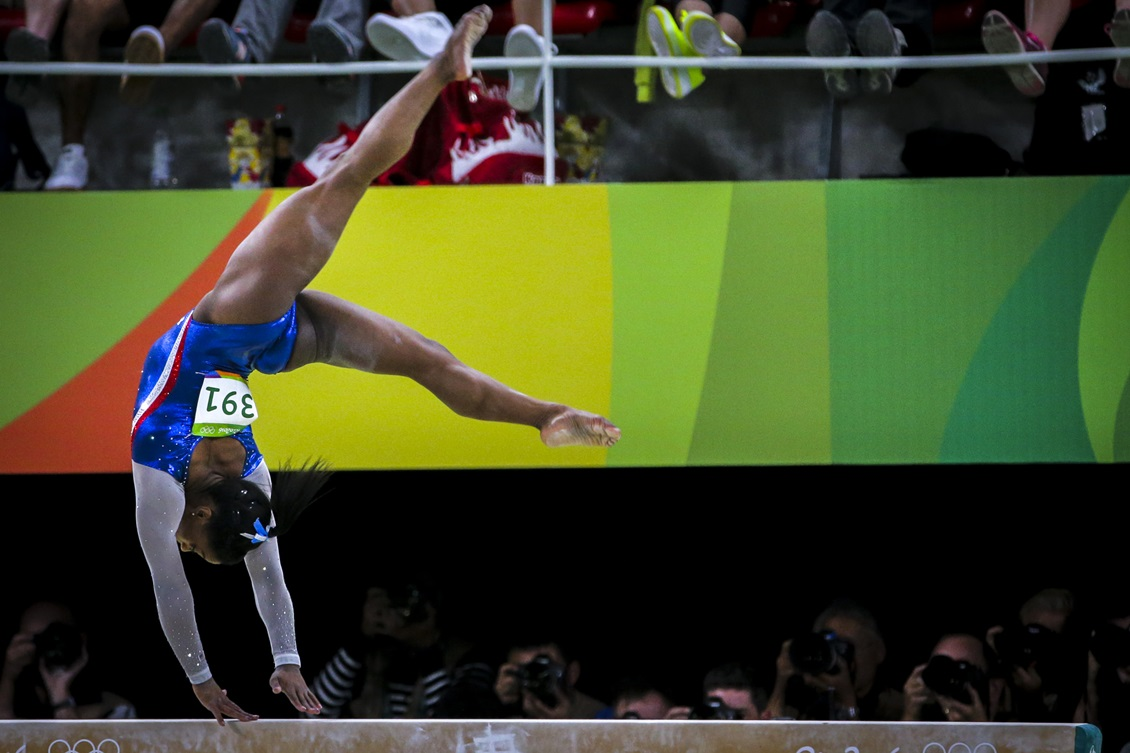
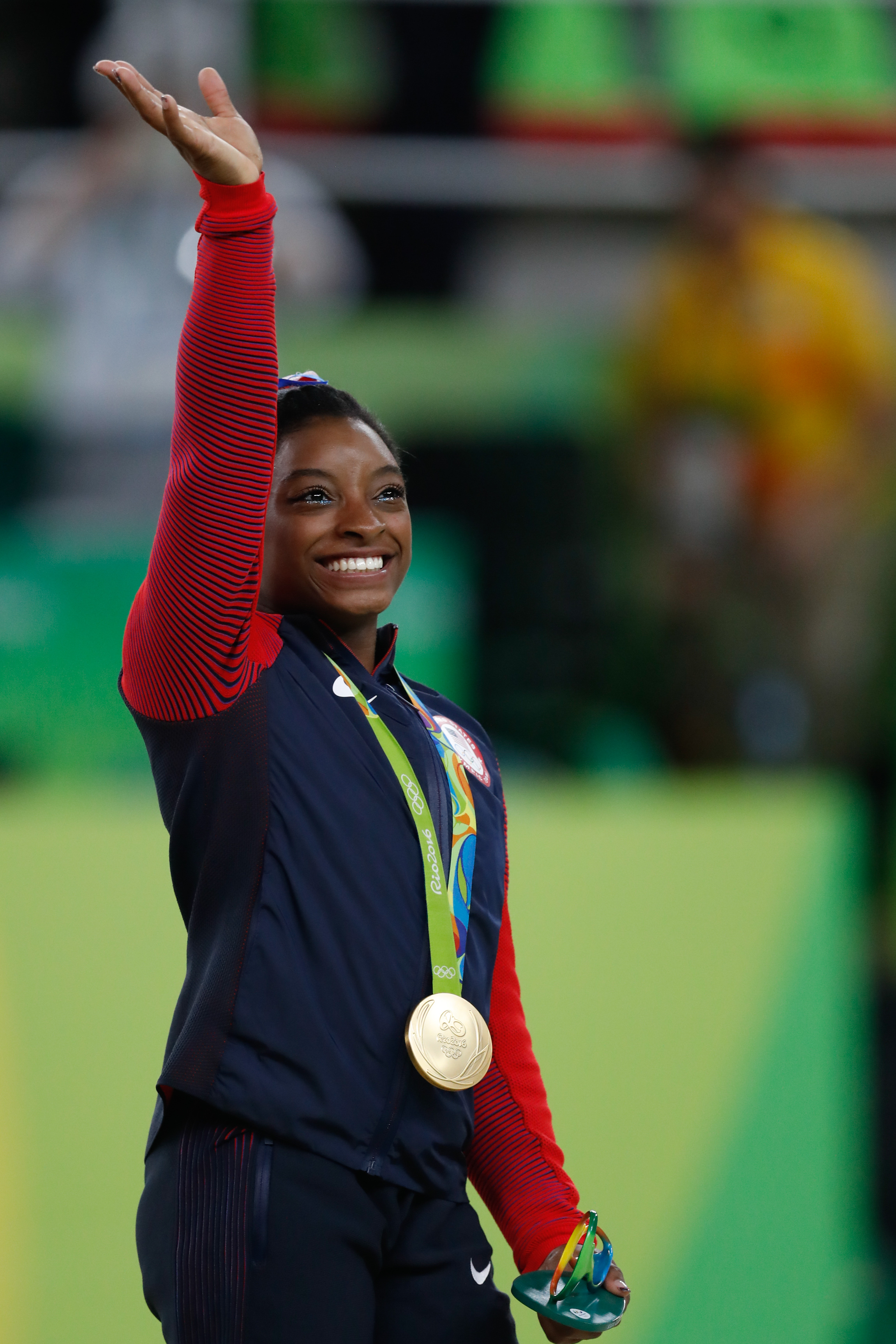